# Tereza Kesovija
Tereza Kesovija (* 3. října 1938 Dubrovnik) je chorvatská zpěvačka, která se věnuje zejména popu a šansonu, ale i opernímu zpěvu. V 60. letech 20. století udělala kariéru ve Francii. Nahrála přes čtyřicet alb a 70 singlů. Je jediným chorvatským hudebním umělcem, který vyprodal londýnskou Royal Albert Hall, pařížskou Olympii i Carnegie Hall v New Yorku.
Její matka zemřela dva dny po jejím porodu. Tereza vystudovala hru na flétnu na Záhřebské hudební akademii. V roce 1962 vyhrála svou první mezinárodní soutěž v Itálii. V roce 1965 se přestěhovala do Francie. Prorazila s písní La chanson de Lara (píseň z filmu Doktor Živago). Jejího druhého francouzského alba C’est ma chanson se již prodalo více než 160 000 kopií. Na přání monacké kněžny Grace Kellyové reprezentovala Monako roku 1966 na Velké ceně Eurovize, s písní Bien plus fort. V roce 1972 se zúčastnila Eurovize podruhé, tentokrát jako reprezentantka Jugoslávie, s písní Muzika i ti. Zhruba v té době se vrátila do Záhřebu a více se soustředila na domácí kariéru. Je známo, že byla oblíbenkyní jugoslávského prezidenta Josipa Broze Tita. V 70. letech nahrála společné album s Julio Iglesiasem, vystupovala též s Miro Ungarem (byli manželi v letech 1962–1973). Během jugoslávské války v 90. letech uspořádala řadu koncertů v Itálii, Francii a Německu, aby na nich vybrala peníze na obranu Chorvatska.

## Diskografie
- La Chanson de Lara (EMI, 1967)
- C´est ma chanson (EMI, 1969)
- Tereza (Jugoton, 1971)
- Tereza & Julio Iglesias Live in Bulgaria (Balkanton, 1973)
- Tereza (PGP RTB, 1974)
- Tereza & Miro Ungar (Amiga, 1974)
- Nježne strune mandoline (Jugoton, 1975)
- Stare ljubavi" (Jugoton, 1976)
- Tereza (Jugoton, 1978)
- Što je ostalo od ljubavi (Jugoton, 1978)
- Poljubi me (Jugoton, 1979)
- Moja splitska ljeta 1 (Jugoton, 1980)
- Sanjam (PGP RTB, 1981)
- Tereza (Jugoton, 1981)
- Sinoć, kad sklopih oči (ZKP RTLJ, 1982)
- Ja sam pjesma (PGP RTB, 1982)
- Prijatelji stari gdje ste (Jugoton, 1982)
- Na kušinu (PGP RTB, 1983)
- Spomenar (PGP RTB, 1983)
- Ponovni susret (PGP RTB, 1984)
- Koncert v Cankarjevem domu (RTVLj, 1984)
- Pronađi put (Jugoton, 1985)
- Bokelji i Tereza (PGP RTB, 1985)
- Molim te, ostani (Jugoton, 1986)
- Moja posljednja i prva ljubavi (Jugoton, 1987)
- Moja splitska ljeta 2 (Jugoton, 1988)
- Live `a l'Olympia (Jugoton, 1988)
- Nezaboravne melodije (Orfej RTZ, 1989)
- Ljubav je moj grijeh (Croatia Records, 1990)
- To sam ja (Tutico/Croatia Records, 1995)
- Gold Mix Tereza (Melody, 1995)
- Kad jednog dana prisjetim se svega (Croatia Records, 1997)
- Gdje ima srca tu sam i ja (Croatia Records, 1999)
- Samo malo intime (Croatia Records, 1999)
- Spomenar (compilation) (Taped Pictures, 2000)
- Ja sam pjesma (compilation) (Taped Pictures, 2001)
- Kronologija (Perfect Music/Croatia Records, 2002)
- S druge strane sna (live with Michel Legrand) (Croatia Records, 2003)
- Mojih 45 skalina (Croatia Records) (2005)
- Platinum collection (Croatia Records) (2007)
- Zaustavi vrijeme (Dallas Records)(2007)
- Live à l´Olympia (Dallas Records) (2008)
- Ja sam pjesma (PGP RTS) (2009)
- Najljepše ljubavne pjesme, Love Collection (Croatia Records, 2012)
- Parkovi, Tereza Kesovija pjeva Alfija Kabilja (Croatia Records, 2013)
- La chanson de Lara – EP (1966/Parlophone/Warner Music France, 2014)
- Grand prix Eurovision 1966 – EP (1966/Parlophone/Warner Music France, 2014)
- Oči duše (Dallas Records, 2016)